# Minimetrò Perugia
| Streckenverlauf in Perugia |         |                                           |                                           |
| Streckenlänge: | 4 km    |                                           |                                           |
| Streckengeschwindigkeit: | 25 km/h |                                           |                                           |
| |         |                                           |                                           |
| \| \| \| Pincetto \| \| \| \| \| Cupa \| \| \| \| \| \| \| \| \| \| Case Bruciate \| \| \| \| \| Fontivegge \| \| \| \| \| Bahnstrecke Foligno–Terontola von Florenz \| \| \| \| \| Bahnhof Perugia (FS) \| \| \| \| \| nach Foligno \| \| \| \| \| Madonna Alta \| \| \| \| \| \| \| \| \| \| Cortonese \| \| \| \| \| Pian di Massiano Großparkplatz \| \| |         |                                           |                                           |
| U-Bahn-Kopfbahnhof Streckenanfang (im Tunnel) |         | Pincetto                                  | Pincetto                                  |
| U-Bahn-Haltepunkt / Haltestelle (im Tunnel) |         | Cupa                                      | Cupa                                      |
| U-Bahn-Tunnelende |         |                                           |                                           |
| U-Bahn-Haltepunkt / Haltestelle |         | Case Bruciate                             | Case Bruciate                             |
| U-Bahn-Haltepunkt / Haltestelle |         | Fontivegge                                | Fontivegge                                |
| U-Bahn-Kreuzung mit Eisenbahn geradeaus oben · Strecke von rechts |         | Bahnstrecke Foligno–Terontola von Florenz | Bahnstrecke Foligno–Terontola von Florenz |
| U-Bahn-Strecke · Bahnhof |         | Bahnhof Perugia (FS)                      | Bahnhof Perugia (FS)                      |
| U-Bahn-Strecke · Strecke nach links |         | nach Foligno                              | nach Foligno                              |
| U-Bahn-Haltepunkt / Haltestelle |         | Madonna Alta                              | Madonna Alta                              |
| U-Bahn-Tunnel |         |                                           |                                           |
| U-Bahn-Haltepunkt / Haltestelle |         | Cortonese                                 | Cortonese                                 |
| U-Bahn-Kopfbahnhof Streckenende |         | Pian di Massiano Großparkplatz            | Pian di Massiano Großparkplatz            |

Minimetrò Perugia (auch: MiniMetro Perugia) ist die Bezeichnung, unter der eine Linie des schienengebundenen Nahverkehrs in der italienischen Stadt Perugia betrieben wird. Die Besonderheit ist, dass dies mit der Technik der Cable Cars geschieht. Der Name ist abgeleitet vom MiniMetro-System des italienischen Herstellers Leitner.

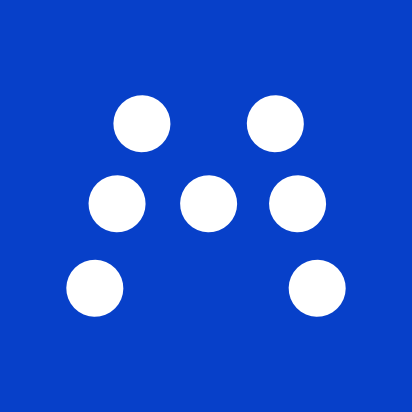
Signet der Minimetrò

## Verkehrsgeografische Ausgangslage
Die Altstadt von Perugia mit ihren überwiegend aus dem Mittelalter und der Frühen Neuzeit erhaltenen Gebäuden liegt auf einer Anhöhe. Die steilen Auffahrten in die Altstadt und deren enge Straßen sind ungünstig für Verkehr mit einer größeren Zahl privater Kraftfahrzeuge. Die Stadt verfolgt deshalb seit dem Anfang der 1970er Jahre ein Verkehrskonzept, das den individuellen Verkehr mit Kraftfahrzeugen drastisch beschränkt. Heute dürfen diese tagsüber nicht mehr in die Stadt einfahren, für Reisebusse besteht ein generelles Einfahrverbot.
Um diese Verkehrsbeschränkungen auszugleichen, besteht neben einigen Buslinien des öffentlichen Nahverkehrs ein kombiniertes System aus einer Schienenverbindung, der Minimetrò, und einer Reihe von Rolltreppen und Aufzügen, die die Fahrgäste zu und von den Haltepunkten der Minimetrò befördern. Die Linie der Minimetrò hat eine Gesamtlänge von 4 km. Sie verbindet die westlichen Vororte der Stadt mit der Altstadt von Perugia und bindet dabei auch den Bahnhof Perugia (Bahnstrecke Foligno–Terontola) an. An der westlichen Endstation, im Tal, Pian di Massiano, liegt ein großer Parkplatz mit 3000 Stellplätzen, um den leichten Umstieg von individuellen Verkehrsmitteln und Reisebussen auf die Minimetrò zu ermöglichen.

## Geschichte
Im April 1998 verabschiedete die Stadt einen Plan zur nachhaltigen Mobilität. Um die Minimetrò zu planen und zu verwalten, gründete sie zugleich die Minimetrò S.p.A.
2001 erhielt das Vorhaben die erforderliche Baugenehmigung, die auch die Möglichkeit einschloss, für den Bau benötigte Flächen zu enteignen. Im Oktober 2002 wurden die Details und das Design der Minimetrò genehmigt. In der Bauausführung wurden aber nachträglich noch einige Änderungen vorgenommen, um das Vorhaben der städtischen Umgebung besser anzupassen. 2003 begannen die Bauarbeiten, die im Januar 2008 beendet wurden. Die künstlerische Leitung für die Ausführung der Minimetrò wurde Jean Nouvel übertragen. Der französische Architekt hat die Stationen entlang der Linie entworfen und sie leicht und transparent gestaltet, so dass sie sich harmonisch in die Umgebung einfügen. Am 29. Januar 2008, dem Tag des Heiligen Costanzo von Perugia, einem der drei Schutzheiligen von Perugia, wurde die Minimetrò eingeweiht. Mehr als 30.000 Menschen nutzten die Bahn am ersten Tag.
Das gesamte Projekt kostete 98 Millionen Euro. 2007 kam es zu einer Untersuchung über die Modalitäten der Finanzierung, bei der es um die Verwendung öffentlicher Mittel der Stadt Perugia ging. Die Stadt soll Rechnungen beglichen haben, die zu zahlen eigentlich die Minimetrò S.p.A. verpflichtet war.
Das ursprüngliche Projekt von 1998 sah eine komplett unterirdische Verbindung von Pincetto zum Monteluce-Viertel und dem Bahnhof Perugia Sant'Anna der Ferrovia Centrale Umbra Srl (FCU) vor, die aber nicht verwirklicht wurde. Ebenfalls nicht verwirklicht wurde ein futuristisches sogenanntes Energiedach, das die Endhaltestelle in der Altstadt besser sichtbar machen sollte und von Wolf D. Prix von Coop Himmelb(l)au entworfen wurde.

## Infrastruktur

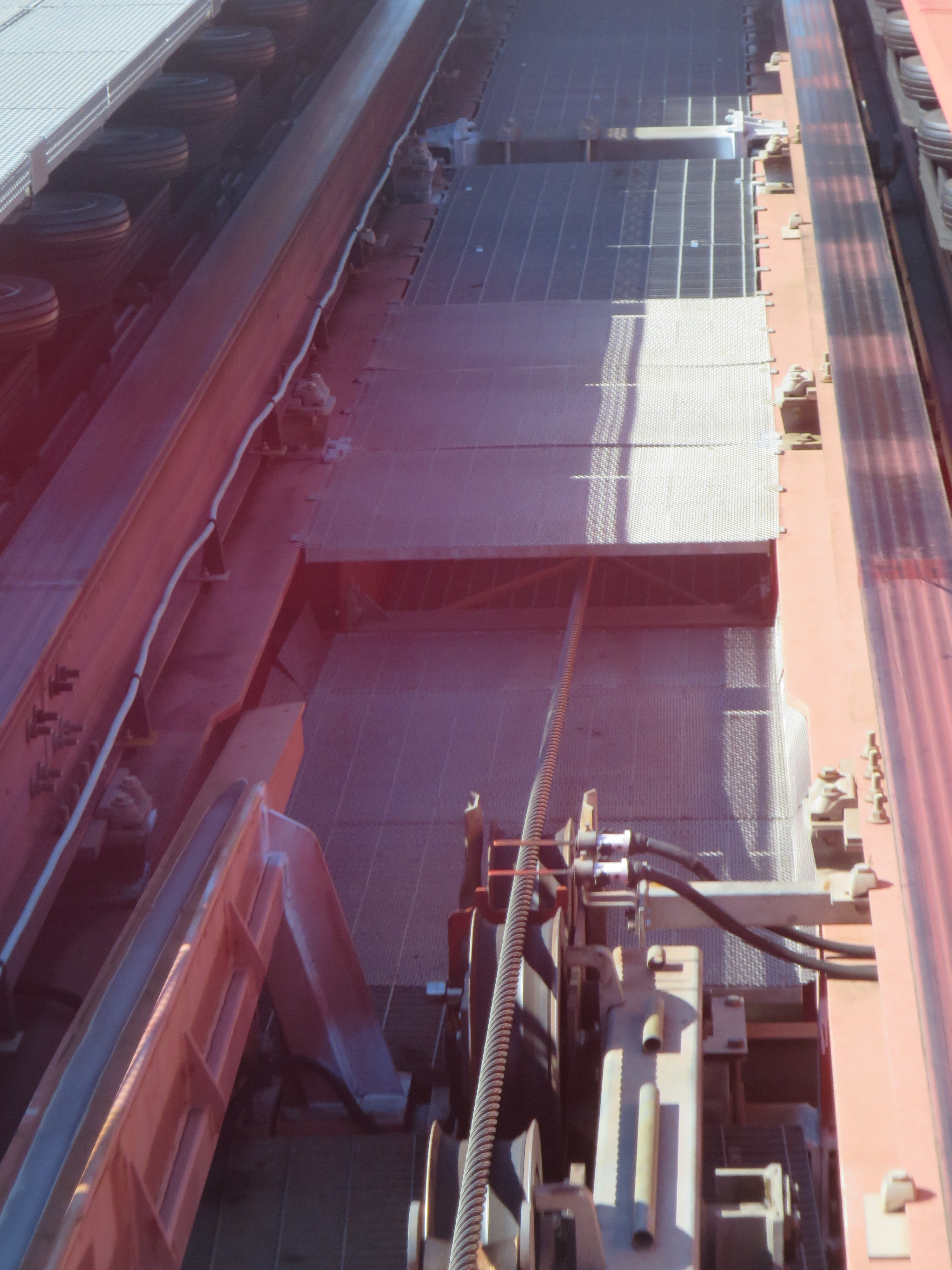
Übergabepunkt von der Seiltraktion auf die Traktion durch seitlich montierte Gummiräder bei der Einfahrt in einen Haltepunkt

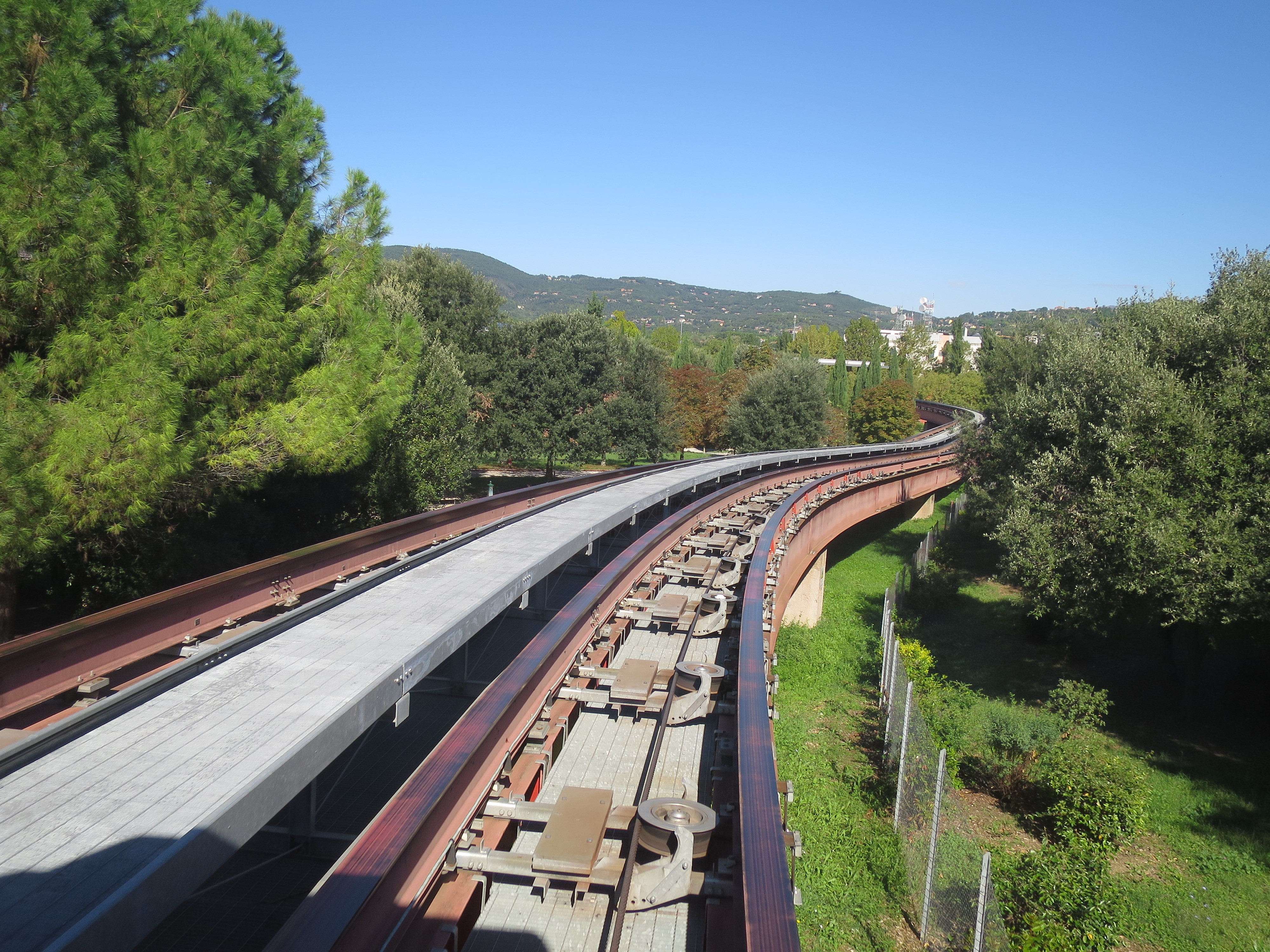
Streckenabschnitt mit mittig geführtem Zugseil

### Fahrbahn
Die Minimetro, gebaut von der Leitner AG, ist ein „People Mover“ mit einer zweigleisigen Fahrbahn, eine für jede Richtung. Die Strecke hat eine komplett eigene Fahrbahn (ist also keine Kabelstraßenbahn). Sie verläuft zum Teil aufgeständert und im Abschnitt unter der Altstadt in einem Tunnel. Die Fahrzeuge werden entlang zweier Metallschienen geführt. In die Fahrbahn integriert ist der Antrieb: Über die freie Strecke werden die Fahrzeuge durch ein endlos umlaufendes Stahlseil gezogen. Nähern sie sich einer Station, klinken sie sich aus dem Seilbetrieb aus und werden von seitlich in der Fahrbahn angebrachten Gummirädern, die sich in der Geschwindigkeit, in der sich das Fahrzeug bewegt, drehen, aufgefangen. Diese bremsen das Fahrzeug ab und bringen es zum Halten. Die Ausfahrt aus dem Haltepunkt vollzieht sich genau umgekehrt: Sind die Türen geschlossen, setzen sich die seitlich in der Fahrbahn montierten Gummiräder in Bewegung und beschleunigen das Fahrzeug auf die Geschwindigkeit des Zugseils, an das sich das Fahrzeug mit einer automatischen Kupplung wieder anhängt.
In den beiden Endstationen sind Drehscheiben installiert, die die Fahrzeuge wenden und auf die Fahrbahn der Gegenrichtung umsetzen. Die Talstation beherbergt in ihrem Untergeschoss zudem die Betriebswerkstatt und eine Abstellanlage für nicht im Einsatz benötigte Fahrzeuge.

### Haltepunkte

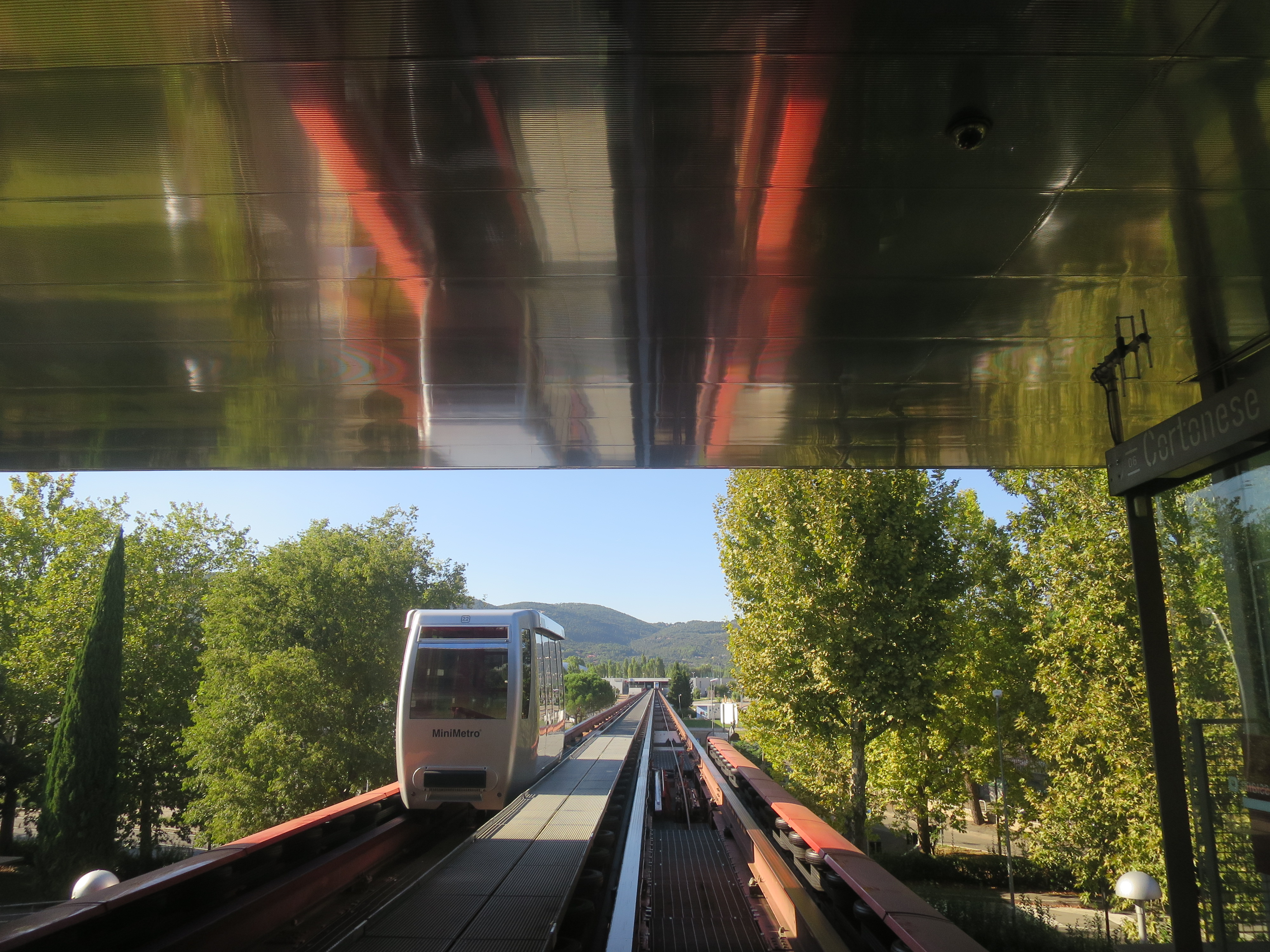
Blick aus dem Haltepunkt Cortonese zum Streckenendbahnhof Pian di Massiano

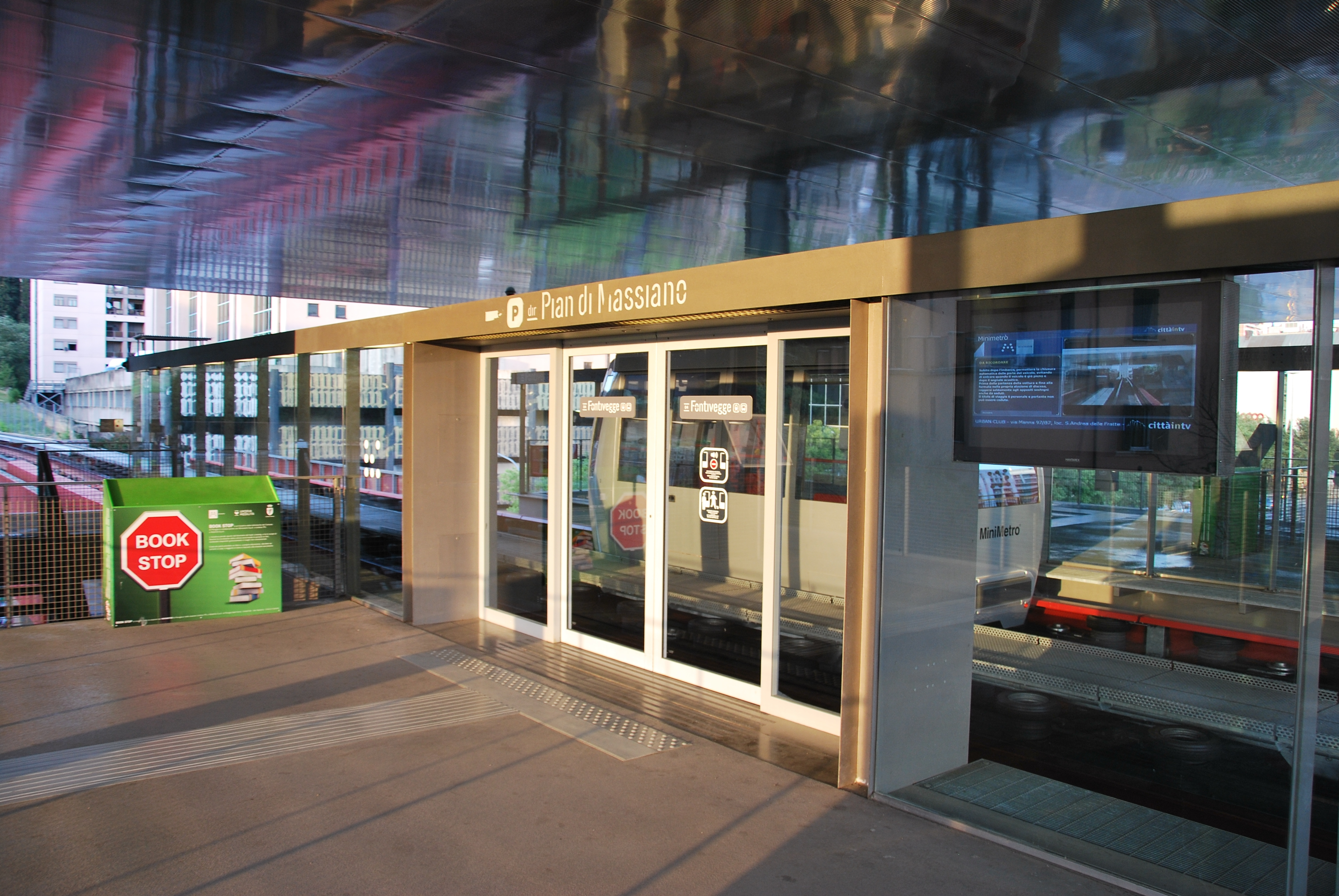
Bahnsteigseitiger Zugang zu den Fahrzeugen

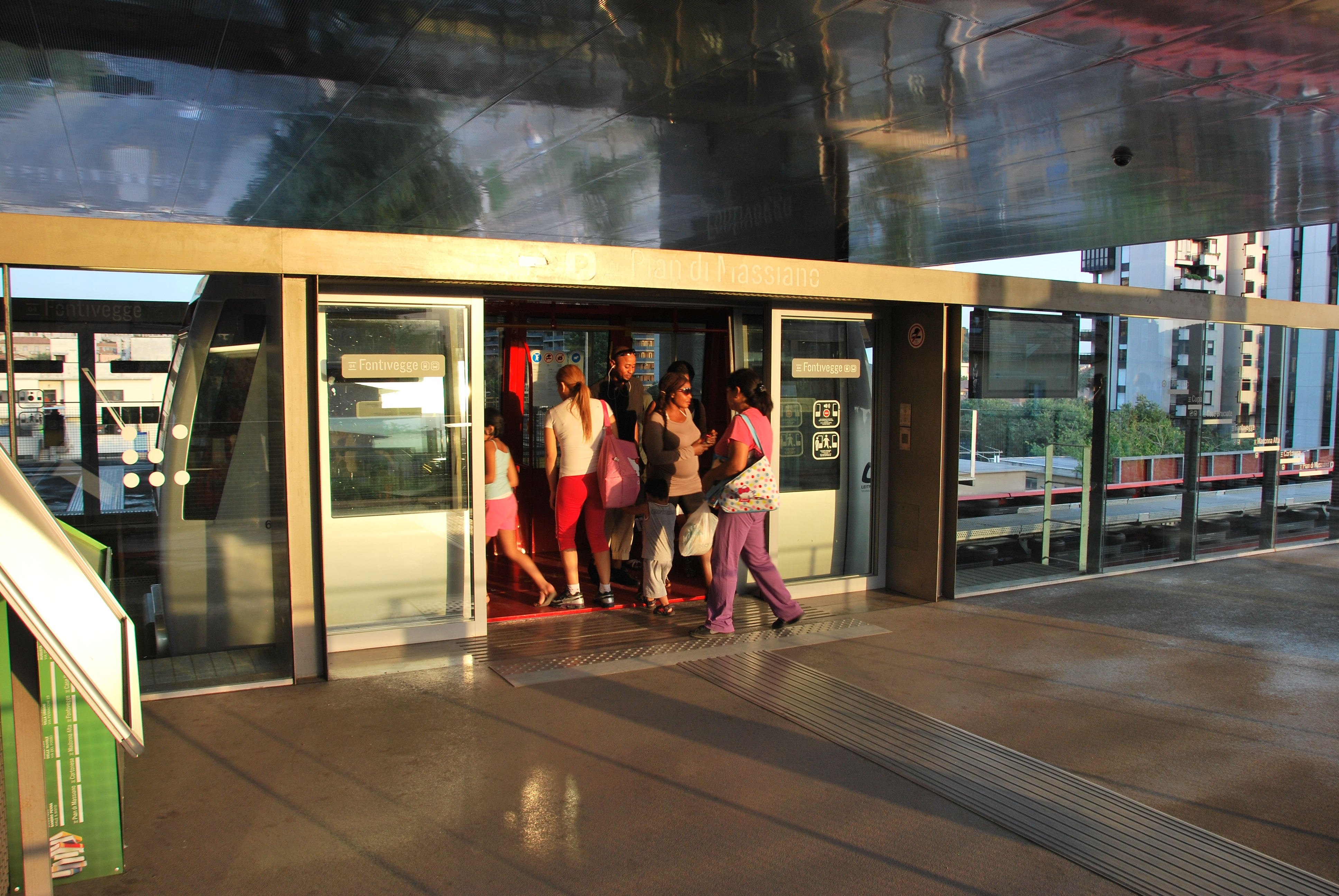
Fahrgastwechsel

Die Haltepunkte sind an der Bahnsteigkante mit Glaswänden und Türen ausgestattet, die sich erst öffnen, wenn das Fahrzeug zum Halten kommt und auch seine Türen öffnet. Es gibt sieben Haltepunkte, zwei davon im Tunnel, im Bereich der Altstadt, fünf sind als Hochbahnstationen gebaut. Sie tragen – gezählt von der Altstadt nach Westen – auch Nummern:
Pincetto (1)
Pincetto ist die obere Ausgangsstation der Minimetrò. Sie ist ein Tunnelbahnhof und liegt unter der Altstadt von Perugia. Zugänglich ist sie zum einen von der östlichen Hangseite des Berges, auf dem die Altstadt liegt. Von oben ist sie zum anderen durch Rolltreppen und einen Schrägaufzug mit der Altstadt verbunden. Technische Besonderheit ist die Drehscheibe, mit der die von unten angekommenen Fahrzeuge zur Rückfahrt gewendet werden. Der Bahnhof integriert auch die historische Markthalle. Hier sind die Motoren für den Seilantrieb der Minimetrò und der Antrieb für die Drehscheibe untergebracht.
Cupa (2)
Cupa liegt ebenfalls im Tunnel, am Westrand der Altstadt. Über Rolltreppen bindet die Haltestelle Parkplätze, das Universitätsviertel in der Via Pascoli und Schulen an.
Case Bruciate (3)
Case Bruciate ist die erste Haltestelle in Hochbauweise. Sie bedient ein Wohngebiet.
Fontivegge (4)
Fontivegge liegt in 200 m Entfernung zum Bahnhof Perugia der Ferrovie dello Stato Italiane (FS) und ist über einen kurzen Fußweg zu erreichen. Fontivegge liegt in einem dicht besiedelten Gebiet mit Verwaltungs- und Bildungseinrichtungen sowie zahlreichen Unternehmen. Unmittelbar westlich der Haltestelle Fontivegge führt die Minimetrò über die Eisenbahnstrecke Foligno–Terontola.
Madonna Alta (5)
Madonna Alta liegt in einem der am dichtesten besiedelten Bezirke der Stadt. Hier gibt es zahlreiche Schulen, Büros und Gewerbeflächen.
Cortonese (6)
Cortonese liegt im Park Chico Mendez, dient Anwohnern, der Jugendherberge Mario S.p.A.gnoli, dem neuen Entertainment-Center Borgonovo und dem Kino UCI. Hier kann auch auf die Buslinien der Umbria Mobilità umgestiegen werden.
Pian di Massiano

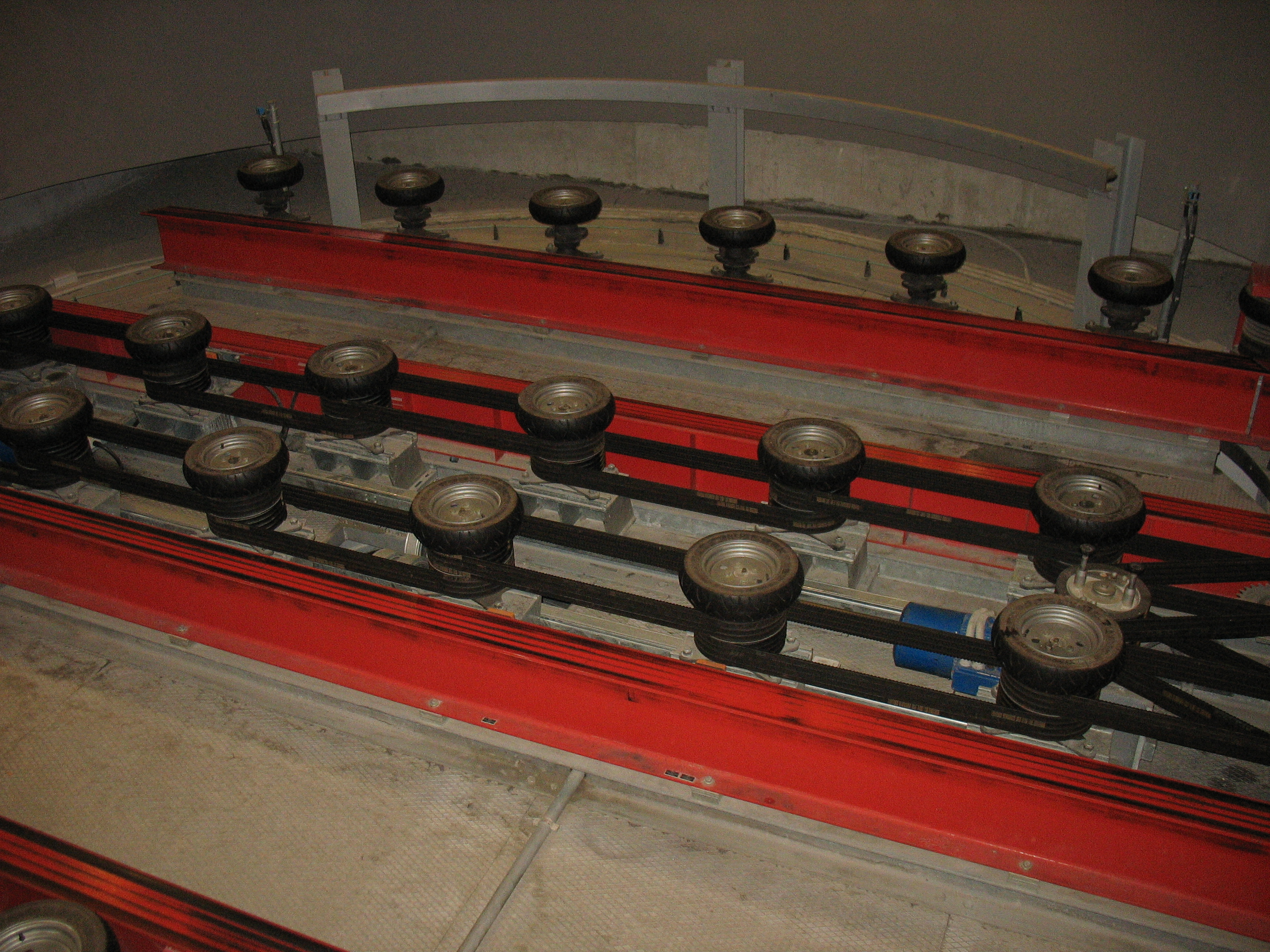
Drehscheibe mit seitlich angeordneten Gummirädern zum Transport der Fahrgastkabinen

Pian di Massiano ist der westliche Endpunkt der Strecke und ihr tiefst gelegener Halt. Es liegt direkt an dem großen Parkplatz mit 3000 Stellplätzen sowie an einem kleinen Gewerbegebiet. Auch diese Station hat eine Drehscheibe zum Wenden der Fahrzeuge.

## Verkehr

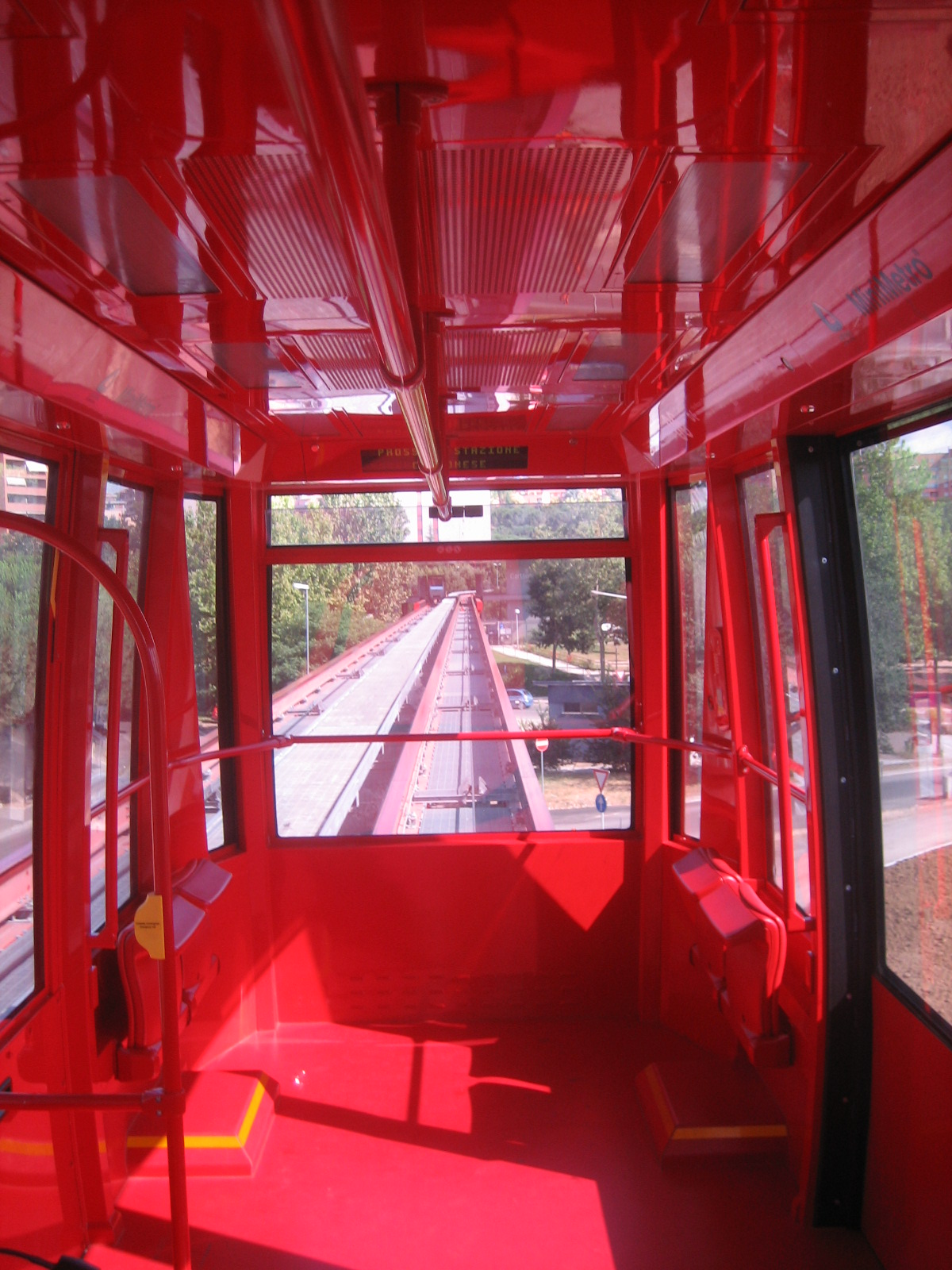
Innenraum einer Fahrgastkabine

Die 25 Wagen sind jeweils etwa fünf Meter lang und können jeweils bis zu 20 Personen aufnehmen. Sie fahren auf Gummirädern.
Die Fahrzeuge können in variierender Zahl eingesetzt werden, abhängig von der jeweils erforderlichen Kapazität. Sie bewegen sich in einem Rundverkehr über die gegenläufig genutzten Fahrbahnen zwischen den linear aufeinander folgenden sieben Haltestellen. Die technisch mögliche Mindestzugfolge der Fahrzeuge liegt bei einer Minute, im regulären Fahrplanbetrieb wird alle zweieinhalb Minuten gefahren.

## Betrieb
Das System wird vollautomatisch betrieben. Mitarbeiter sind zum Fahren der Wagen nicht erforderlich. Der Betrieb und Wartung kosten täglich etwa 25.000 Euro. Im täglichen Betrieb nutzen die Minimetrò etwa 10.000 Fahrgäste. Die Fahrzeit für eine Strecke beträgt etwa zehn Minuten.